# Tufu'one
Tufu'one è un villaggio della Collettività d'oltremare francese di Wallis e Futuna, nel regno di Uvea, sull'isola di Wallis, nel distretto di Hihifo, sulla costa. Secondo il censimento del 7 luglio 2023 il villaggio ha una popolazione di 189 abitanti

## Società

### Evoluzione demografica
Abitanti censiti
https://www.citypopulation.de/en/wallisfutuna/admin/hihifo/62__tufuone/